# Pietro Marchisio
Pietro Marchisio (Chiusa di Pesio, 8 luglio 1909 – Bosnia, 25 aprile 1944) è stato un partigiano italiano, ufficiale degli alpini, decorato della medaglia d'oro al valor militare alla memoria.

## Biografia
Capitano in SPE (Servizio Permanente Effettivo) presso il Comando della 1ª Divisione alpina "Taurinense", che era allora dislocata nel Montenegro, fu tra i primi e più decisi ufficiali che, all'armistizio, si schierarono contro i tedeschi. Alla testa del suo reparto, Marchisio li combatté per quattro mesi con successo.
Quando, esaurite le possibilità di resistenza nel Montenegro, i reparti della "Taurinense" furono costretti a disperdersi, il capitano assunse il comando di un forte gruppo di alpini che costituì in brigata partigiana. Marchisio guidò la formazione – che dovette superare freddo, fame, un'epidemia di tifo e i continui attacchi del nemico – dal Sangiaccato alla Bosnia, con l'obiettivo, raggiunto, di collegare i suoi uomini a quelli dell'Esercito Popolare di Liberazione Jugoslavo.
Il valoroso ufficiale morì, vinto dalle privazioni e dalla malattia, dopo essere riuscito a portare i suoi uomini in salvo.
Nel 1972 gli venne conferita la medaglia d'oro al valor militare alla memoria.
A Roma gli è stata dedicata una via di Cinecittà Est. Una via gli è stata dedicata anche a Saluzzo.